# 岸虎次郎
岸 虎次郎（きし とらじろう、1973年2月18日 - ）は、日本の漫画家。神奈川県出身。男性。既婚者。血液型はA型。学習院大学卒業。
1997年、『週刊ヤングジャンプ』（集英社）にて漫画家デビュー（1980年代に『週刊少年マガジン』でもデビューしている）。デビュー作『COLORFUL』（集英社刊）はオールカラーコミック。漫画に留まらず、イラスト・フィギュア・ファッションデザイン等で活動する。
現在、慢性腎不全のため週に3回人工透析を受けている。1級障害者である。
弟は立体造形、3DCG作家の岸啓介。

## 作品

### 連載中
- オトメの帝国（少年ジャンプ+/集英社）

### 単行本
- COLORFUL（集英社、1998年、全7巻）
- Bloody Mary（集英社、2003年、全4巻）
- MAKA-MAKA（ジャイブ、2003年、全2巻）
- スピードマスター（秋田書店、2007年）
- マルスのキス（ポプラ社、2008年）
- i.d.（少年画報社、2009年）
- DEVIL（ダークホースコミックス、2010年）
- オトメの帝国（集英社、2011年、既刊19巻）
- 僕と（BE･BOY GOLD/リブレ出版、2017年）

### 小説
- 告白。ピュアフルアンソロジー「マルスのキス」（ジャイブ、2006年）
- キスの向こう、ジュンとネネの恋（docomo携帯サイト・最強読書生活、2007年）

### イラスト
- 雑誌「チョベコミ!」表紙（東京三世社）
- 小説「夜の飼育」シリーズ（越後屋、幻冬舎、2005年）表紙
- 小説「人妻 蜜肌の契約」（綺羅光、竹書房、2009年）表紙
- 小説「叔母 魔悦の烙印」（綺羅光、竹書房、2009年）表紙

### アニメ
- COLORFUL（TBS系列、1999年）

### 短編集
- 岸虎次郎作品集　冗談だよ、バカだな（太田出版、2014年）

収録作品
- オフィーリア
- 冗談だよ、バカだな
- わたしのだいすきなせんせい
- 葦原
- 冗談だよ、バカだな　弐
- le miroir

### 単行本未収録作品
- チューイング　パニック（講談社、1992年）
- YOUNG GAL IMAGE (集英社、1996年)
- 片岡メモ 欽ちゃん球団／片岡安祐美の軌跡（学研、2006年）
- 魔ァちゃんがくるよ!（東京三世社、2006年-2010年）
- オレたちアンカー（集英社、2010年）
- Hiyaku（英雑誌Monocle、2010年-2011年）
- はじめてなので☆（集英社、2012年）
- 総務部の美女（集英社、2014年）
- いぬのいるいえ（集英社、2015年）
- だれもいないから（集英社、2017年）[12]

## その他
- カウパレード東京in丸の内2003出展「Galaxy of CO(W)LOR」（アディダスジャパン提供）
- 『マンガ・エロティクス・エフVol.83』（2013年）にて岸虎次郎へのインタビュー等特集[13]
- 「百合展2016」、「百合展2017」、「百合展2018」参加[14]
- LINEスタンプ「しろいこ くろいこ しろくろのこ」[15]
- LINEスタンプ「ウーパールーパーのれいちゃん」[16]
- LINEスタンプ「オトメの帝国」[17]